# Nunić
Nunić je naselje Općine Kistanje, u Šibensko-kninskoj županiji.

## Zemljopis
Nalazi se oko 8,5 kilometara sjeverozapadno od Kistanja.

## Povijest
Nunić se od 1991. do 1995. godine nalazio pod srpskom okupacijom.

## Stanovništvo
Jedno je od naselja u Bukovici koje je 1991. imalo značajniji udio Hrvata. Prema popisu iz 2011. naselje je imalo 110 stanovnika.
| broj stanovnika | 412   | 435   | 431   | 515   | 607   | 576   | 774   | 730   | 715   | 750   | 709   | 575   | 411   | 298   | 105   | 110   | 89    |
|                 | 1857. | 1869. | 1880. | 1890. | 1900. | 1910. | 1921. | 1931. | 1948. | 1953. | 1961. | 1971. | 1981. | 1991. | 2001. | 2011. | 2021. |

## Znamenitosti
- crkva svetog Antuna Padovanskog